# Animal Behaviour (Film)
Animal Behaviour (Französischer Titel: Zoothérapie) ist ein kanadischer Zeichentrick-Kurzfilm von dem Filmemacherehepaar Alison Snowden und David Fine, der anthropomorphe Figuren während einer Therapiesitzung zeigt. Der Film wurde erstmals auf dem Festival d’Animation Annecy am 11. Juni 2018 aufgeführt.
Der Kurzfilm ist bei der Oscarverleihung 2019 in der Kategorie Bester animierter Kurzfilm nominiert.

## Inhalt
Dr. Clement, ein Hund, hält eine wöchentliche Psychotherapiesitzung in seiner Praxis ab, bei der die Blutegel-Dame Lorraine, die Gottesanbeterin Cheryl, das Schwein Todd, der Vogel Jeffrey und die Katze Linda zugegen sind. Nachdem Lorraine ihr Problem dargelegt hat, kommt der Affe Victor verspätet hinzu, will aber nicht sagen, was sein Problem ist. Nachdem die anderen ihr jeweils persönliches, bisweilen ihrer tierischen Natur zu verdankendes Problem geschildert haben, geht Victor beim Erläutern seiner misslichen Lage an die Decke, woraufhin die anderen Patienten hinter umgeworfenen Möbeln Schutz suchen und Dr. Clement sich zähnefletschend auf ihn stürzt. Victor nutzt ein abgebrochenes Stuhlbein, um Dr. Clements hündische Apportierreflexe auszunutzen, und wirft es aus dem Fenster, dem Anschein nach aus einem höheren Stock in einem Hochhaus. Dr. Clement springt freudig aus dem Fenster. Nach einem Schockmoment sehen die im Raum Verbliebenen, wie Dr. Clement sich unverletzt über die Fensterschwelle zurück in den Raum zieht, das Stuhlbein im Maul. Er gewinnt seine professionelle Pose wieder, dankt allen für die erfolgreiche Teilnahme und verweist sie auf die nächste Therapiestunde in der kommenden Woche. Verdattert verlässt Victor als letzter die Praxis.

## Produktion
Alison Snowden und David Fine produzierten bereits gemeinsam den oscarprämierten Zeichentrickkurzfilm Bob’s Birthday im Jahr 1993.
Während der Filmproduktion erkrankte Snowden an einer tödlichen Lungenentzündung. Ihr wurde das Leben am Vancouver General Hospital gerettet. Aus Dankbarkeit ist der Film dem medizinischen Stab des Krankenhauses gewidmet.

## Auszeichnungen
Animal Behaviour wurde 2019 für einen Oscar in der Kategorie „Bester Kurzfilm“ nominiert.
Er war beim Toronto International Film Festival für den Preis für den Besten Kurzfilm nominiert. Auf dem Internationalen Kurzfilmfestival Vila do Conde war er Teilnehmer im Wettbewerb um den Großen Preis der Stadt Vila do Conde.

## Rezeption
Oliver Armknecht von Film-Rezensionen.de schrieb: „Wer die Gelegenheit hat, sich diese witzige Therapiestunde einmal anzuschauen, sollte sie sich daher nicht entgehen lassen. Und sei es nur, um das eigene Haustier im Anschluss mit ganz anderen Augen zu sehen.“
Derek Jacobs von Cinema Axis urteilte, alles in allem sei Animal Behaviour eine wirklich sehr schöne kleine Geschichte, ziemlich gut zusammengebaut von Fine und Snowden. Es gäbe einige zuverlässige Lacher und eine anrührende Geschichte hinter dem Ganzen.